# Tom Linton

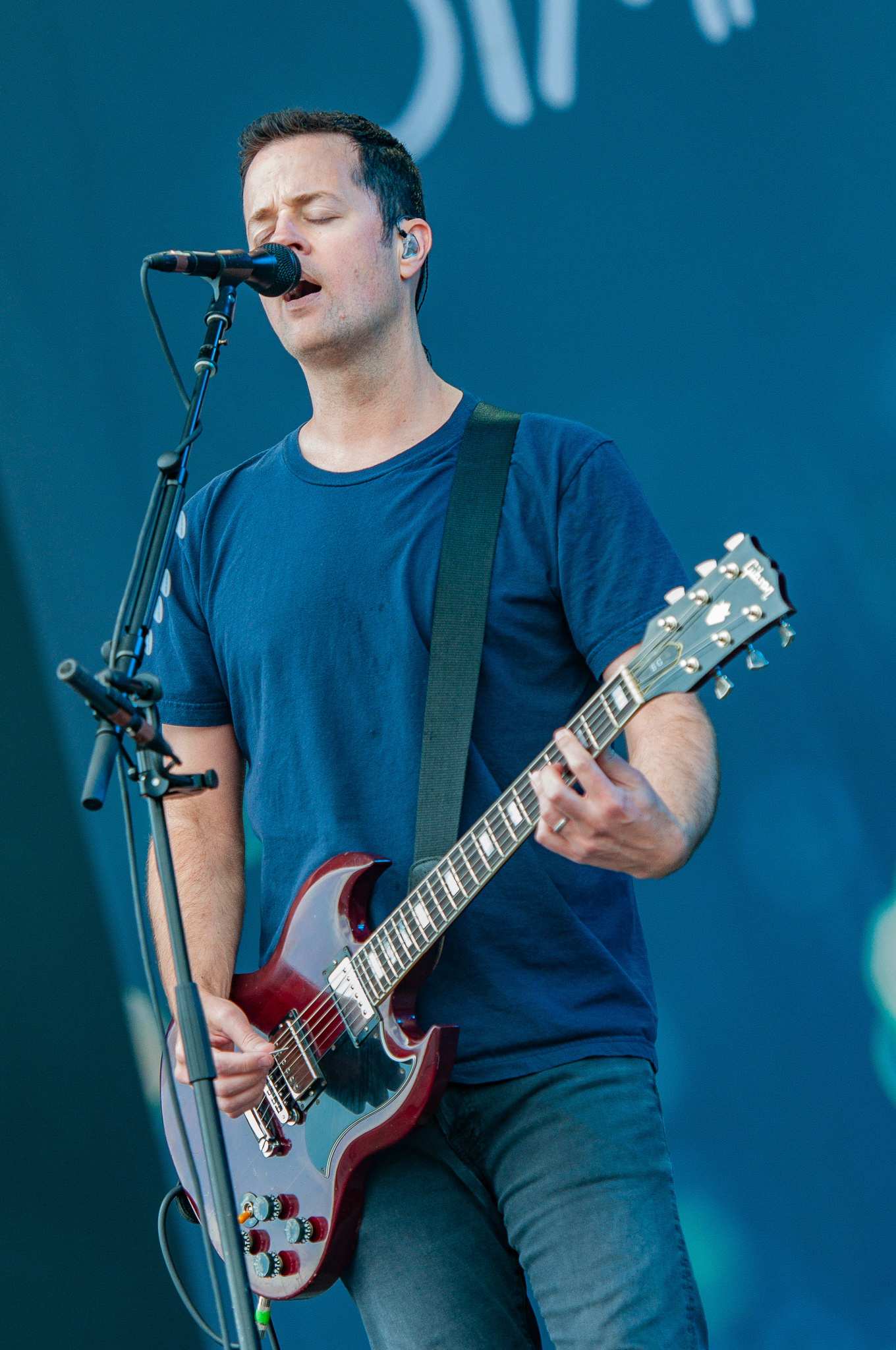
Tom Linton durante un concierto con Jimmy Eat World.

Thomas Darrell Linton nació el 8 de agosto de 1975 en Mesa, Arizona. Es el guitarrista secundario y cantante secundario, también, en la banda Jimmy Eat World.

## Biografía
Junto con Jim Adkins, es quien escribe y compone los temas de la banda. Además de la guitarra toca también el órgano y el piano.
Linton fue quien propuso el nombre de la banda, al ser un capítulo de su infancia con sus hermanos menores donde uno de ellos, Ed, dibujó a otro de ellos, Jimmy, dibujando a éste comiéndose el mundo. Por lo tanto no confundir al Jimmy del título de la banda con Jim Adkins, el líder del grupo.
Linton participa a menudo en Go Big Casino, uno de los proyectos paralelos de Adkins.
- Datos: Q7881344